# Xã Grant, Quận Newton, Indiana
Xã Grant (tiếng Anh: Grant Township) là một xã thuộc quận Newton, tiểu bang Indiana, Hoa Kỳ. Năm 2010, dân số của xã này là 1.189 người.